# Information sur le trafic et le tourisme
L'information sur le trafic et le tourisme[Quoi ?] (en anglais « Traffic and Travel Information », TTI) apparaît dans différentes normes techniques européennes internationales relatives à des informations publiques sur l'état de la circulation routière.

## Terminologie
L'expression « informations sur le trafic et le tourisme » apparaît par exemple dans le titre de la norme ISO/TS 24530-3:2006. Il s'agit d'une traduction du titre anglais de la norme Traffic and Travel Information.
Avec d'autres normes, elle participe aux systèmes de transport intelligents (STI), c'est-à-dire aux nouvelles technologies de l'information et de la communication du domaine des transports.

## Principes
La législation européenne définit un cadre pour le service de fourniture d’informations sur la circulation. Ce service est lié à la sécurité routière et concerne les évènements routiers tels que les bouchons, les accidents ou les travaux à l'échelle européenne. Le service de base est gratuit.
D'autres services peuvent être ajoutés, avec un accès payant ; tous ces services doivent respecter les normes européennes[Lesquelles ?], utiliser des systèmes ouverts à la concurrence et être indépendants de la langue de l'utilisateur. La zone géographique couverte ciblée par la législation européenne est le réseau routier transeuropéen[réf. incomplète]. En France, les autoroutes et le réseau national sont également concernées[réf. incomplète].
En 2019, le groupe de travail 10 (WG10) de l'ISO/TC 204 travaille sur plusieurs parties de normes portant l’appellation Traffic and Travel Information (TTI) telles que : ISO 14819 ISO/TS, 18234, ISO/TS 21219 ou ISO/TS 24530.
Des informations accessibles sur les données relatives au trafic et aux déplacements sont essentielles pour permettre aux personnes et aux entreprises de planifier leurs activités, d'accéder plus facilement aux marchés et de prendre des décisions d'investissement stratégiques. Ces données favorisent donc une planification des infrastructures et l'amélioration de l'exploitation des réseaux routiers et de transports publics.
Le coût économique des déplacements et des transports inefficaces est élevé et peut être atténué par un accès libre aux données sur les déplacements, le trafic et les perturbations routières[réf. souhaitée].
Ce domaine d'activité a été considérablement influencé par l'essor des données ouvertes (open data) et par les opportunités qu'elles ont créées pour le secteur des transports privés, en particulier en ce qui concerne les petites et moyennes entreprises (PME), qui produisent ainsi de nouvelles applications, souvent pour les smartphones[réf. nécessaire].
Cette évolution a commencé à modifier la dynamique traditionnelle entre le secteur public et le secteur privé et à mettre l'accent sur la disponibilité des données à réutiliser avec un minimum de restrictions en termes de coûts ou de conditions.

## Évolutions
La suite TPEG de protocoles de télécommunication sur l'information routière est une évolution qui dépasse les informations de Traffic Message Channel communiquées par radiodiffusion RDS ou par radiodiffusion numérique DAB, la diffusion sur DAB étant pour l'instant seulement théorique.
Ces informations peuvent être prises en compte par le récepteur de navigation du véhicule par exemple pour mettre à jour l'itinéraire.
Les protocoles TPEG permettent notamment de communiquer :
- événements de trafic routier et d'actualité ;
- météorologie relative à la circulation ;
- assistance à la conduite ;
- avertissement des dangers locaux ;
- prédiction de flots de trafic ;
- information de stationnement.

## Législation
Les informations minimales universelles sur la circulation liées à la sécurité routière gratuites pour les usagers (en anglais « road safety-related minimum universal traffic information free of charge to users ») sont des données de circulation routière diffusées en Europe conformément au règlement délégué 886/2013 complémentant la directive 2010/40/UE.
Le règlement prévoit notamment la diffusion des informations suivantes :
- route temporairement glissante;
- animal, personne, obstacle, débris sur la route;
- zone d’accident non sécurisée;
- travaux routiers de courte durée;
- visibilité réduite;
- conducteur en contresens;
- obstruction non gérée d’une route;
- conditions météorologiques exceptionnelles[9]

Les données sont échangées au format DATEX II (en) (CEN/TS 16157)

### Royaume-Uni
Le Royaume-Uni a investi[Combien ?] dans les STI et la gestion des données sur le trafic afin de fournir des services plus intégrés, de meilleures informations aux usagers de la route et une exploitation plus efficace et plus sûre du réseau routier[réf. nécessaire].
L'infrastructure britannique d'information sur les voyages, par exemple, y compris les systèmes de planification, dépasse probablement un milliard de requêtes par an.

### En France
En France, Bison Futé constitue le point d’accès national aux données routières prévues par la directive 2010/40/UE sur les systèmes de transports intelligents.
En 2021, les trois principales catégories de données disponibles sont :
- les données en temps réel sur la circulation : bouchons, débit horaire, temps de parcours...
- les données sur la circulation liées à la sécurité routière : route glissante, véhicule en contresens, obstacle sur la voie, accident...
- les aires de stationnement pour poids lourds[4].

Les routes couvertes dépendent des services :
- pour les informations en temps réel sur la circulation, le périmètre géographique de collecte et de diffusion est constitué du Réseau Trans-Européen de transport global, des autoroutes, et de certaines  routes nationales ;
- pour les informations sur la circulation liées à la sécurité routière: les routes nationales, les autoroutes non concédées et les autoroutes concédées ;
- pour les aires de stationnement poids lourds, le périmètre géographique applicable est le réseau routier national[4].

## Modes de diffusion
Ces services peuvent être distribués via plusieurs vecteurs de communication, comme :
- le RDS-TMC, soutenu par la Commission européenne ;
- le DAB, via les protocoles TMC du RDS et du TPEG ;
- les protocoles de téléphonie mobile : GSM, notamment via le protocole WAP ; GPRS ; UMTS ;
- le DVB[Quoi ?].